# Milan Kerbr junior
Milan Kerbr (* 10. September 1989 in Uherské Hradiště) ist ein ehemaliger tschechischer Fußballspieler.

## Karriere als Spieler
Milan Kerbr gelang am Ende der Saison 2007/08 der Sprung in den Profikader des tschechischen Zweitligisten 1. FC Slovácko. Sein Debüt in der 2. Liga gab der Stürmer am 21. Mai 2008 im Spiel gegen den FC Vítkovice. Anschließend kam er in seiner Premierensaison noch drei weitere Male zum Einsatz. In der Spielzeit 2008/09 gehörte er zum Kader der B-Mannschaft, wurde aber auch neun Mal in der 2. Liga eingesetzt. Im Sommer 2009 weigerte er sich, seinen bis 2010 laufenden Vertrag zu verlängern und wurde daraufhin suspendiert und kam für Slovácko nicht mehr zum Einsatz. Im Juli 2010 wechselte Kerbr leihweise zum Drittligisten Fotbal Frýdek-Místek. Nach weiteren Leitstationen beim FK Baník Most und Slovan Liberec wechselte Kerbr 2017 fest zu Slovan Liberec. 2019 spielte er für kurze Zeit für Apollon Limassol nach Zypern, danach wechselte er zu Sigma Olmütz, wo er 2021 seine aktive Laufbahn beendete.

## Karriere als Trainer
Zwischen 2021 und 2024 war Kerbr bei Sigma als Co-Trainer aktiv, dazwischen hatte er 2022 dasselbe Amt für kurze Zeit beim 1. HFK Olomouc inne. Seit Januar 2024 ist er Co-Trainer bei Slavia Prag.

## Sonstiges
Kerbrs Vater Milan sr. war ebenfalls Profifußballer und wurde 1996 mit der tschechischen Nationalmannschaft Vizeeuropameister.